# Dominique Bucchini
Dominique Bucchini (Sartène, 24 gennaio 1943) è un politico francese.
Membro del Partito Comunista Francese (PCF), è stato sindaco di Sartène, europarlamentare e presidente dell'Assemblea della Corsica.

## Biografia
Dominique Bucchini è nato il 24 gennaio 1943 a Sartène. Ha trascorso la sua infanzia in Corsica.
Fu insegnante in Vandea, prima di svolgere attività di cooperazione a Thiès, come insegnante di storia e geografia fino al 1971. Lì diresse il club calcistico studentesco di Thiès. Nel 1971, il governo senegalese dell'epoca lo informò che stava diventando indesiderabile. Lasciò quindi il paese per esercitare la sua professione prima a Montreuil poi presso la scuola agraria di Sartène. Nel 1972, aderì al Partito Comunista.
Fu deputato europeo del PCF dal 28 settembre 1981 al 23 luglio 1984. Al Parlamento europeo fece parte della Commissione per la gioventù, la cultura e l'istruzione, l'informazione e lo sport. Fu anche sindaco di Sartène (dal 1977 al 2001) e consigliere generale della Corsica del Sud per il cantone di Sartène. 
Nel 1996 fu vittima di un attentato a causa delle sue posizioni contrarie alle varie forme di racket.
Ha guidato la lista del Fronte di Sinistra alle elezioni regionali corse del 2010 dove ha raccolto il 10,02% dei voti al 1° turno. Si è presentato al secondo turno in terza posizione nella lista dell'Unione della Sinistra guidata da Paul Giacobbi. Venne eletto presidente dell'Assemblea della Corsica al terzo scrutinio.
Dominique Bucchini è sposato e padre di due figli: Julien e Jean-Simon.